# Альянс искусств Филадельфии
Альянс искусств Филадельфии (англ. Philadelphia Art Alliance) — многопрофильный центр искусств и образовательный центр, расположенный в Филадельфии в районе Риттенхаус-сквера, США.

## История и деятельность
Старейший междисциплинарный центр изобразительного, литературного и исполнительского искусства в США, основанный в 1915 году поклонником театра и филантропом Кристин Уэзерилл Стивенсон. В этом учреждении проводятся художественные выставки, театральные и музыкальные семинары, чтения стихов, лекции, концерты и сольные концерты. В 2018 году Альянс искусств Филадельфии официально объединился с филадельфийским Университетом искусств и в настоящее время известен как Альянс искусств Филадельфии при Университете искусств (Philadelphia Art Alliance at University of the Arts).

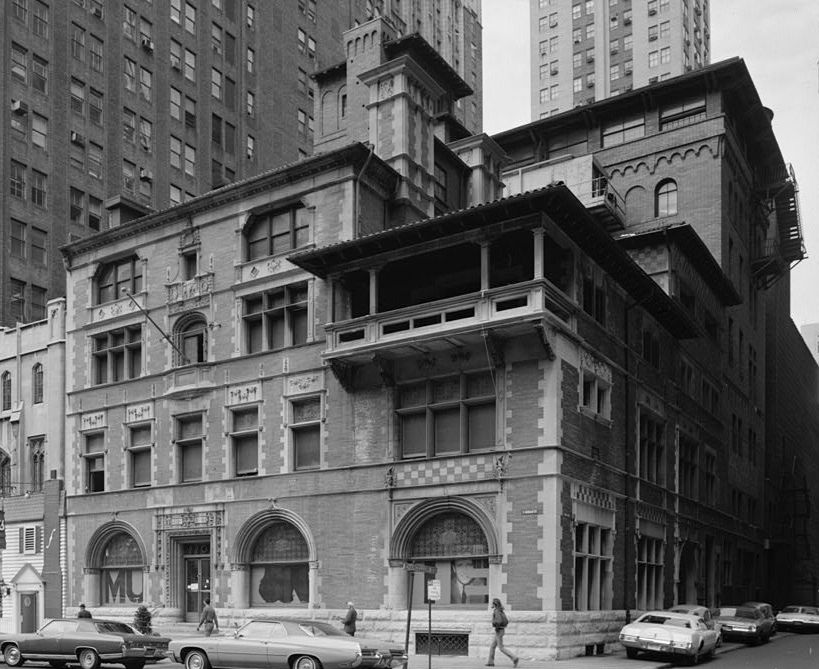
Здание, где первоначально располагался Альянс искусств Филадельфии

Располагается Альянс искусств в историческом особняке Wetherill, который был спроектирован в 1906 году архитектором Фрэнком Дэем [4] и построен Томасом Сидсом-младшим (Thomas M. Seeds Jr.). 28 апреля 1970 года здание было внесено в Реестр исторических мест Филадельфии; также оно является историческим памятником, внесённым в Национальный реестр исторических мест США.